# Hssaine
Hssaine (arabiska: حصين) är ett arrondissement i staden Salé i Marocko. Antalet invånare var 214 540 vid folkräkningen 2014.